# Diercks Hansa-Kinematograph

Eröffnungsanzeige vom 15. April 1906

Diercks Hansa-Kinematograph war das erste Lübecker Kino.

## Situation vor 1906
Von 1896, als am 11. Oktober die erste Filmvorführung der Stadt im Restaurant Deutscher Kaiser in der Königstraße 41 stattfand, bis zum Frühjahr 1906 war Kino in Lübeck ausschließlich eine Angelegenheit einerseits von Wanderkinounternehmern, die ihre Vorstellungen meist in Gastronomiebetrieben abhielten, andererseits von Schaustellern, die ihre mobilen Kinos als Attraktionen bei Anlässen wie dem Lübecker Volks- und Erinnerungsfest errichteten.

## Lübecks erstes Kino

Das Haus Breite Straße 51

Am 2. April 1906 beantragte der Hamburger Schausteller Heinrich Diercks vom Lübecker Polizeiamt die Genehmigung zum Betrieb eines ortsfesten Kinos in den Räumen des ehemaligen Warenhauses Hansa in der Breiten Straße 51. Die Genehmigung wurde zwei Tage darauf erteilt, und am Ostersonntag, dem 15. April, wurde das Theater lebender Photographien, vorerst noch ohne Eigennamen, mit der ersten Vorstellung eröffnet. Eine erhaltene polizeiliche Aktennotiz vermerkt, dass das Kino 473 Besuchern Platz bot.
Da die Vorstellungen sonntags um 12 Uhr mittags und wochentags um 15 Uhr begannen, und erst in der Nacht endeten, häuften sich bald Beschwerden der Hausbewohner, die sich durch das unentwegte Kommen und Gehen der Kinobesucher ebenso gestört fühlten wie durch das elektrische Klavier, mit dem die Vorführungen musikalisch untermalt wurden.
Bis zum Herbst 1906 war Diercks Hansa-Kinematograph als einziges ortsfestes Lichtspielhaus Lübecks konkurrenzlos. Ab Oktober des Jahres aber veränderte sich die Situation, da in rascher Folge nacheinander zunächst am 30. September die Tonhalle, dann am 15. November das Bioscope und schließlich am 29. Dezember das Metropol eröffneten. Dierks sah sich genötigt, sich von der neuen Konkurrenz abzuheben. In seinen Zeitungsanzeigen betonte er nunmehr, dass sein Lichtspieltheater das erste und größte Unternehmen am Platze sei und täglichen Eingang von Neuigkeiten bieten konnte. Zu Beginn des Jahres 1907 gab Diercks seinem Kino, das als einziges Lichtspielhaus Lübecks zunächst ohne Eigennamen ausgekommen war, den Namen Diercks Hansa-Kinematograph.
Im Sommer 1907 schloss Diercks das Kino und verließ Lübeck wieder. Der genaue Grund für die Einstellung des Betriebs ist unklar; dem spürbaren Konkurrenzdruck standen Zeitungsberichten zufolge gute Besucherzahlen und eine allgemeine Beliebtheit des Hansa-Kinematographen gegenüber. Auch ob ein Zusammenhang mit dem damals gerade erfolgten Besitzerwechsel des Hauses Breite Straße 51 bestand, lässt sich nicht mehr sagen.